# Liste der Kulturgüter in Rottenschwil
Die Liste der Kulturgüter in Rottenschwil enthält alle Objekte in der Gemeinde Rottenschwil im Kanton Aargau, die gemäss der Haager Konvention zum Schutz von Kulturgut bei bewaffneten Konflikten, dem Bundesgesetz vom 20. Juni 2014 über den Schutz der Kulturgüter bei bewaffneten Konflikten sowie der Verordnung vom 29. Oktober 2014 über den Schutz der Kulturgüter bei bewaffneten Konflikten unter Schutz stehen.
Objekte der Kategorie A sind im Gemeindegebiet nicht ausgewiesen, Objekte der Kategorie B sind vollständig in der Liste enthalten, Objekte der Kategorie C fehlen zurzeit (Stand: 1. Januar 2022). Unter übrige Baudenkmäler sind weitere geschützte Objekte zu finden, die in der Bau- und Nutzungsordnung der Gemeinde verzeichnet und nicht bereits in der Liste der Kulturgüter enthalten sind.

## Kulturgüter
| Foto |                                                       | Objekt                     | Kat. | Typ | Standort                       | Beschreibung |
| ---- | ----------------------------------------------------- | -------------------------- | ---- | --- | ------------------------------ | ------------ |
| BW   | Datei hochladen · Wikidata zu Zieglerhaus (Q29580617) | Zieglerhaus KGS-Nr.: 15723 | B    | G   | Hauptstrasse 8 670281 / 241123 |              |

## Übrige Baudenkmäler
| ID   | Foto |                                                                                    | Objekt          | Typ | Standort                            | Beschreibung |
| ---- | ---- | ---------------------------------------------------------------------------------- | --------------- | --- | ----------------------------------- | ------------ |
| 908  | BW   | Datei hochladen                                                                    | Altes Schulhaus | G   | Hinterfeldstrasse 6 669767 / 240799 |              |
| 909  | ja   | Datei hochladen · Wikidata zu Reussbrücke Rottenschwil–Unterlunkhofen (Q106704960) | Reussbrücke     | G   | Hauptstrasse 670647 / 241339        |              |
| 910A | BW   | Datei hochladen                                                                    | Wegkreuz        | K   | Hauptstrasse 30 669818 / 240740     |              |
| 910B |      | Datei hochladen                                                                    | Wegkreuz        | K   | Sonnenrain                          |              |
| 910C |      | Datei hochladen                                                                    | Wegkreuz        | K   | Werd                                |              |
| 910D |      | Datei hochladen                                                                    | Wegkreuz        | K   | Heftihof                            |              |
| 911A |      | Datei hochladen                                                                    | Sodbrunnen      | K   | Heftihof                            |              |
| 911B | BW   | Datei hochladen                                                                    | Brunnen         | K   | Alte Werdstrasse 2 669868 / 240677  |              |

Legende: Siehe Legende der Liste der Kulturgüter von nationaler und regionaler Bedeutung. Anstelle der KGS-Nummer wird als Objekt-Identifikator (ID) die Inventar- oder Gebäudenummer in der Bau- und Nutzungsordnung der Gemeinde verwendet.